# JALCOホールディングス
JALCOホールディングス株式会社（ジャルコホールディングス、英文社名：JALCO Holdings Inc.）は、東京都中央区日本橋に本社を置く日本の不動産会社、貸金業者、フィンテック企業。

## 概要
もともと電機メーカーだったジャルコは、主力商品である電子部品の販売が低調となり継続企業の前提に疑義が出ていたところ、2011年に持株会社JALCOホールディングスを設立し、新たに始められた中古パチンコレンタル事業で再建がなされた。その後、倉庫や商業施設、パチンコホール向け不動産事業や貸金業を始め、2015年からはソーシャルレンディング事業を展開する。

## 沿革
- 2011年 - 株式会社ジャルコが株式移転によりJALCOホールディングス株式会社を設立[9]。
- 2012年 - 東京都中央区日本橋室町に本社を移転[9]。
- 2013年 - 株式会社ジャルコを貸金業登録[9]。
- 2016年 - 東京都中央区日本橋に本社を移転[9]。